# نانسي هولاند
نانسي هولاند هي متزحلقة كندية، ولدت في 3 فبراير 1942 في مونتريال في كندا.

## وصلات خارجية
- نانسي هولاند على موقع أوليمبيديا (الإنجليزية)
- نانسي هولاند على موقع اللجنة الأولمبية الكندية (الإنجليزية)